# Olga de Pitray
Pour les autres membres de la famille, voir Famille de Ségur.
Olga de Ségur, vicomtesse de Pitray, née le 1er octobre 1835 à Aube (Orne), au château des Nouettes, et morte le 15 janvier 1920 à Caudebec-en-Caux (Seine-Inférieure), est une femme de lettres française.

## Biographie
Alberte Olga de Ségur naît le 1er octobre 1835 à Aube, au château des Nouettes. Fille du comte Eugène de Ségur et de la comtesse, née Sophie Rostopchine, elle épouse à Paris, le 24 mars 1856, le vicomte Émile de Simard de Pitray (frère du général Louis de Pitray). Ils seront notamment les parents de Paul de Pitray et les beaux-parents d'Antonin Mercié. Elle meurt le 15 janvier 1920 à Caudebec-en-Caux.

## Œuvres
- Les Débuts du gros Philéas (1867)
- Les Enfants des Tuileries (1867)
- Le Trait d’union (1870)
- Les Triomphes de Mauviette (1870)
- Le Château de la Pétaudière (1877)
- Le Fils du maquignon (1878)
- Le Petit Marquis de Carabas (1878)
- Entre parias (1879)
- La Journée du petit enfant chrétien (1879)
- Perrou découvert (1880)
- Mon bon Gaston, souvenirs intimes et familiers, par sa sœur Olga (1887)
- Cœur-de-fer (1888)
- Petit monstre et poule mouillée (1888)
- Robin des Bois (1888)
- Le Petit Ramoneur (1890)
- Quelqu’un ! (1890-1900)
- Voyages abracadabrants du gros Philéas (1890)
- Ma chère maman pour faire suite à « Mon bon Gaston » : souvenirs intimes et familiers (1891)
- L'Usine et le Château (1891)
- Le Chevalier du dimanche (1892)
- Christophe Colomb, vie populaire (1892)
- Quelqu'un ! (1892)
- Le Bouillant Achille (1893)
- Les Mille et un Contes de la jeunesse… (1893)
- L'Oiseau de passage (1893)
- L'Arche de Noé (1893)
- Vie populaire de Jeanne d’Arc pour la jeunesse française (1895)
- Limace et Brouillonne (1898)

## Sources
- « Olga de Pitray (1835-1909) », in Penelope E. Brown, A Critical History of French Children's Literature: Volume Two: 1830-Present, 2011